# Rozman
Rozman wie auch Rožman sind slawische, insbesondere slowenische Familiennamen.

## Namensträger
- Franc Rozman (Stane; 1911–1944), slowenischer Partisanenkommandant während des Zweiten Weltkriegs
- Gregorij Rožman (1883–1959), slowenischer Geistlicher und Bischof von Ljubljana
- Ivana Rožman (* 1989), mazedonische Leichtathletin
- Levy Rozman (* 1995), US-amerikanischer Schachspieler
- Lojze Rozman (1930–1997), jugoslawischer Schauspieler
- Matjaž Rozman (* 1987), slowenischer Fußballtorhüter
- Milica Rožman (* 1932), jugoslawische Turnerin
- Rok Rozman (Nordischer Kombinierer) (* 1987), slowenischer Nordischer Kombinierer
- Rok Rozman (Ruderer) (* 1988), slowenischer Ruderer
- Simon Rožman (* 1983), slowenischer Fußballspieler und -trainer
- Smiljan Rozman (1927–2007), jugoslawischer Schriftsteller
- Sonja Rožman (* 1934), jugoslawische Turnerin